# McKeal Abdullah
McKeal Abdullah (Nottingham, 7 de julio de 2005) es un futbolista británico, nacionalizado pakistaní, que juega en la demarcación de delantero para el Mansfield Town F. C. de la English Football League One.

## Selección nacional
Hizo su debut con la selección de fútbol de Pakistán el 6 de junio de 2024 en un encuentro de clasificación para la Copa Mundial de Fútbol de 2026 contra Arabia Saudita que finalizó con un resultado de 0-3 a favor del combinado saudita tras un gol de Musab Al-Juwayr y un doblete de Firas Al-Buraikan.

## Clubes
| Club                          | País       | Año       | Partidos | Goles |
| ----------------------------- | ---------- | --------- | -------- | ----- |
| Mansfield Town F. C.          | Inglaterra | 2024      | 5        | 0     |
| Basford United F. C. (cedido) | Inglaterra | 2024-2025 | 19       | 5     |
| Ilkeston Town F. C. (cedido)  | Inglaterra | 2025      |          |       |
| Mansfield Town F. C.          | Inglaterra | 2025-     |          |       |